# Cavum (nuage)
Pour les articles homonymes, voir Cavum.
Cavum est le terme officiel dans la version 2017 de l'Atlas international des nuages de l'Organisation météorologique mondiale pour désigner une zone circulaire (parfois linéaire) dégagée dans une couche très mince de nuages. Sous le trou peuvent se retrouver des « mèches » de virga tombant de la partie centrale, donnant le terme de trou de virga pour désigner communément ce phénomène. Le cavum se retrouve le plus souvent dans les altocumulus et cirrocumulus, mais rarement dans les stratocumulus.

## Description
Ce phénomène se produit souvent lorsqu'un avion passe à travers un nuage mince. S'il perce le nuage lors de sa montée ou de sa descente, sa forme sera généralement circulaire mais peut apparaître ovale vu de loin. Si l'appareil traverse le nuage horizontalement, la forme sera linéaire et deviendra une traînée de dissipation. Dans tous les cas, le trou croît généralement avec le temps.

## Formation
Un nuage à une altitude où la température est bien en dessous du point de congélation, est souvent formé d'un mélange de cristaux de glace et de gouttelettes en surfusion, tels les altocumulus ou les cirrocumulus. Souvent, les gouttelettes ne peuvent se changer en cristaux par manque de noyaux glacigènes si elles sont éloignées des cristaux de glace du nuage. Un apport de ces noyaux causera la congélation immédiate des gouttes qu'ils touchent et l'absorption rapide des autres gouttes environnantes par effet Bergeron. Ceci diminue donc la densité du nuage qui semble s'évanouir autour de la zone affectée. 
On a longtemps cru que la formation des trous lors du passage d'un aéronef venait des émissions des réacteurs qui contiennent beaucoup de noyaux de congélation. Toutefois, l'hypothèse actuellement la plus acceptée est que le phénomène viendrait des tourbillons marginaux, perturbations aérodynamiques engendrées à l'extrémité des ailes des avions. La diminution de la densité de l'air produite abaisse pendant un très court instant sa température jusqu'à −40 °C, ce qui déclencherait la formation de traînées de cristaux de glace, sans besoin d'aérosols jouant le rôle de noyaux de congélation. Le phénomène laisse un trou dans le nuage à l'endroit où est passé l'appareil et souvent un cône de virga. 
Les avions peuvent ainsi abaisser l'altitude où les nuages contiennent des cristaux de glace en permettant la formation de ceux-ci à des températures aussi élevées que −7 °C (souvent à moins de 3 km d'altitude selon la masse d'air ), alors que le phénomène naturel s'observe généralement à des températures plus basses, de l'ordre de −20 °C.